# Hexophthalma binfordae
Espèce
Hexophthalma binfordae est une espèce d'araignées aranéomorphes de la famille des Sicariidae.

## Distribution
Cette espèce est endémique de Namibie. Elle se rencontre vers Twyfelfontein.

## Description
La femelle holotype mesure 11,9 mm.

## Étymologie
Cette espèce est nommée en l'honneur de Greta Binford.

## Publication originale
- Lotz, 2018 : An update on the spider genus Hexophthalma (Araneae: Sicariidae) in the Afrotropical region, with descriptions of new species. European Journal of Taxonomy, no 424, p. 1-18 (texte intégral).